# غوس هارينجتون
غوس هارينجتون (بالإنجليزية: Gus Harrington)‏ هو لاعب كرة القدم الغالية أيرلندي، ولد في 1943 في Togher, Cork ‏ في جمهورية أيرلندا.